# Хосе Мануель Рестрепо
Хосе Мануель Рестрепо Велес (ісп. José Manuel Restrepo Vélez; 30 грудня 1781 — 1 квітня 1863) — колумбійський державний діяч, історик і дослідник місцевої флори, перший секретар внутрішніх справ і третій секретар закордонних справ Колумбії (1821—1827).

## Біографія
Народився 1781 року в містечку Енвігадо. Його родина володіла золотоносними копальнями. Спочатку навчався в загальній школі в рідному місті, після чого вступив до школи-семінарії провінції Антіокія. 1799 року вирушив до Санта-Фе-де-Боготи, де вступив до Коледжу святого Варфоломія; вивчав філософію ботаніку та право. 1804 року отримав ступінь бакалавра філософії в Університеті святого Фоми, а 1809 року — ступінь доктора канонічного права.
Під час навчання завів дружні стосунки з Хосе Селестіно Мутісом і Франсиско Хосе де Кальдасом, з якими разом займався ботанікою та географією. Після повернення до Антіокії склав першу географічну карту регіону, що технічно була частиною його праці «Ensayo sobre la Geografía, Producciones, Industria y Población de la Provincia de Antioquia en el Nuevo Reino de Granada» (укр. Нарис з географії, виробництва, промисловості та демографії провінції Антіокія в Новому королівстві Гранада), опублікованої 1809 року.
В Антіокії Рестрепо отримав пост помічника іспанського губернатора провінції Франсіско де Аяли, а коли у вересні 1810 року під час революційних заворушень було сформовано Верховну Хунту Провінції — став її секретарем. Наступного року його й Хуана дель Корраля було обрано представниками Антіокії в Конгресі провінцій Нової Гранади. В листопаді 1811 року Рестрепо від імені Антіокії підписав «Акт про Федерацію Сполучених Провінцій Нової Гранади», відповідно до якого було утворено нову державу — Сполучені Провінції Нової Гранади.
Наприкінці 1812 року Рестрепо повернувся до Антіокії. На той час губернатором провінції був його батко, Хосе Мігель, який у січні 1813 року призначив сина своїм спадкоємцем. Коли Хуан дель Корраль став диктатором провінції, Хосе Мануель Рестрепо зайняв пост його секретаря у справах честі та права, а після смерті Корраля в січні 1814 року — єдиним секретарем нового диктатора Діонісіо Техади. В жовтні 1814 року Конгрес Сполучених Провінцій створив орган виконавчої влади — Тріумвірат, одним із членів якого було обрано Хосе Мануеля Рестрепо, але той відмовився від посади, тому його замінив губернатор провінції Богота Хосе Мігель Пей. Наступного року Рестрепо обрали до складу Конституційної колегії, брав участь у створенні конституції Антіокії.
В середині 1816 року Антіокію було знову завойовано іспанцями, Рестрепо спочатку втік на південь, але за кілька місяців повернувся до іспанського губернатора Ріонегро Франсіско Варлети. Спочатку його прийняли добре, та вже за кілька місяців ситуація змінилась, і в листопаді 1817 року він був змушений тікати до США через Кінгстон. Його дружина, Маріана Монтойа зуміла отримати для нього помилування, й на початку 1819 року він повернувся до Ріонегро.
Після визволення Нової Гранади Сімон Болівар призначив Рестрепо на посаду губернатора провінції Антіокія, залишивши йому в допомогу у військових справах Хосе Марію Кордову. В лютому 1820 року нова влада остаточно розбила рештки іспанських військ у провінції.
1821 року Рестрепо відмовився від посту губернатора, щоб стати делегатом Конгресу в Кукуті, на якому його було обрано головою. На Конгресі Хосе Мануель разом зі своїм родичем Хосе Феліксом де Рестрепо брав участь у розробці Закону про звільнення народжених, відповідно до якого діти рабів отримували свободу після досягнення 18-річного віку. Після завершення Конгресу, що проголосив утворення держави Велика Колумбія, Болівар призначив Хосе Мануеля Рестрепо Секретарем внутрішніх справ і закордонних відносин. Ту посаду Рестрепо обіймав від 1821 до 1827 року. Від 1828 року він очолив Монетний двір, обіймав посаду з перервами до 1860 року.
Помер у квітні 1861 року в Боготі.

## Наукові дослідження
Від 1818 до 1858 року Рестрепо вів щоденник, в якому детально змальовував військові та політичні події, що відбувались. Той щоденник дозволив йому написати дві свої головні історичні праці: «Historia de la Revolución de la República de Colombia» (укр. Історія революції Республіки Колумбія). та «Historia de la Nueva Granada» (укр. Історія Нової Гранади).

### Список праць
- Restrepo, José Manuel. Ensayo sobre la geografía, producciones, industria y población de Antioquia. — Semanario del Nuevo Reino de Granada. — 1809. — № 6 a 12.
- Restrepo, José Manuel. Memoria que el Secretario de Estado y del despacho del Interior presentó al Congreso de Colombia sobre los negocios de su Departamento. — Bogotá, Espinosa, 1823.
- Restrepo, José Manuel. Exposición que el Secretario de Estado en el despacho de Relaciones Exteriores hace al Congreso de 1827. — Manuscrito inédito, Biblioteca Luis Ángel Arango, 1827.
- Restrepo, José Manuel. Historia de la Revolución de la República de Colombia en la América Meridional. — Besanzon, Imprenta de M. Jacquin, 4 vols, 1858.
- Restrepo, José Manuel. Memoria sobre la amonedación de oro y plata en la Nueva Granada. — Bogotá: Imprenta de la Nación, 1859.
- Restrepo, José Manuel. Historia de la Nueva Granada. — Bogotá, Editorial Cromos y Editorial El Catolicismo, 2 vols, 1952.
- Restrepo, José Manuel. Memoria sobre el cultivo del café. — Bogotá, Banco de la República, 1952.
- Restrepo, José Manuel. Diario Político y Militar. — Bogotá, Presidencia de la República, 4 vols, 1954.
- Restrepo, José Manuel. Documentos importantes para la historia de Colombia. — Bogotá, Universidad Nacional de Colombia, 1969-1970.